# Complexul Muzeal „Histria”
Complexul Muzeal Histria este un muzeu județean din Istria. Complexul este format din Muzeul Cetății Histria și ruinele orașului greco-roman (secolul VII a.Chr. - secolul VII p.Chr.). Histria a fost descoperită de arheologul Vasile Pârvan în 1914 și de atunci cercetările arheologice continuă fără întrerupere. În muzeu sunt expuse piese de arheologie greacă, romană și bizantină, provenind din cercetările de la Histria și din împrejurimi: amfore, inscripții, vase ceramice, sticlă, opaițe, podoabe, basoreliefuri elenistice, inscripții. În cetate se pot vedea zidul de incintă din perioada romano-bizantină, cu turnuri și porți, străzile și piețele antice, fundații de basilici, case și magazine, băile romane, temple antice etc.